# 曷蘇館路
曷蘇館路，金朝设置路，又叫遏速館、合思罕、合蘇款、蘇館。
天会七年（1129年），徙治所于宁州（今辽宁省瓦房店市西北），置都统司，金章宗明昌四年（1193年）废除曷蘇館路，改为辰州辽海军节度使。六年（1195年），因与陈州同音，更取原高句丽盖葛牟之名为盖州奉国军节度使。